# 紅鱧
紅鱧又可稱為雙線鱧，為輻鰭魚綱鱸形目鱧科的其中一種，被IUCN列為次級保育類動物，分布於亞洲印度科欽的淡水流域，棲息在中底層水域，屬肉食性。

## 擴展閱讀
維基物種上的相關：紅鱧
1. ↑  Abraham, R. . The IUCN Red List of Threatened Species. 2011, 2011: e.T196095A8994895  [12 November 2021]. doi:10.2305/IUCN.UK.2011-1.RLTS.T196095A8994895.en .